# Virgin Black

Virgin Black es una banda australiana de Doom Metal y Metal Gótico (Gothic/Doom) con toques de funeral metal formada en 1995 por Rowan London y Samantha Escarbe. Ellos combinan las voces guturales y las pesadas guitarras del Death doom con los coros y sonidos de la música clásica y de la opera, dando como resultado una atmósfera artística, densa, sombría y envolvente, pero armoniosa.

## Miembros
El grupo ha tenidos muchos cambios de integrantes a lo largo de su actividad musical. En la actualidad son:
- Rowan London - Voz, Piano, Teclado
- Samantha Escarbe - Guitarra, Violonchelo
- David Mason - Guitarra
- Mathew Enright - Batería

## Estilo
Su estilo tiene fuertes bases de Doom Metal (específicamente del Doom Death Metal) y del Metal Gótico, el cual, al contrastar con el fondo musical sinfónico y las gruesas y sombrías voces guturales, en combinación con la voz soprano y el tenor, le da un ambiente neo-clásico, teatral, oscuro y poético, propio de estos subgéneros del Metal.
Las letras de sus canciones hablan de amor, cristianismo y oscuridad, y éstas son comunicadas por medio de poesías de corte melodramático y existencialista; muchas de ellas intrincadas y hermosas a la vez, lo que es complementado por la composición y los sonidos de los violonchelos y violines, que da como resultado una excelente armonía de sonidos sumamente rica y agradable, sobre todo para quien gusta de este tipo de música.

## Discografía

### Demos & EP
- Virgin Black (Demo) (1995)
- Trance (EP) (1998)

### Álbumes
- Sombre Romantic (2001)
  - Opera De Romance
  - Walk Without Limbs
  - Of Your Beauty
  - Drink The Midnight Hymn
  - Museum Of Iscariot
  - Lamenting Kiss
  - Weep For Me
  - I Sleep With The Emperor
  - A Poet's Tears Of Porcelain
  - Opera De Trance
  - Whispers Of Dead Sisters
  - Veil Of Tears
  - Mother Of Cripples
  - Anthem

- Elegant... and Dying (2003)
  - Adorned In Ashes
  - Velvet Tongue
  - And The Kiss Of God's Mouth (Part 1)
  - And The Kiss Of God's Mouth (Part 2)
  - Renaissance
  - The Everlasting
  - Cult Of Crucifixion
  - Beloved
  - Our Wings Are Burning

- Requiem - Mezzo Forte (2007)
  - Requiem, Kyrie
  - In Death
  - Midnight's Hymn
  - ...and I Am Suffering
  - Domine
  - Lacrimosa (I Am Blind with Weeping)
  - Rest Eternal

- Requiem - Fortissimo (2008)
  - The Fragile Breath
  - In Winter's Ash
  - Silent
  - God In Dust
  - Lacrimosa (Gather Me)
  - Darkness
  - Forever

### Official websites
- The End Records band page
- Official MySpace page

### Virgin Black at online databases
- Virgin Black en MusicBrainz
- Virgin Black en Last.fm
- Virgin Black en Discogs

- Datos: Q1539935
- Multimedia: Virgin Black / Q1539935